# Saint-Rémy-de-Chaudes-Aigues

Saint-Rémy-de-Chaudes-Aigues este o comună în departamentul Cantal, Franța. În 1 ianuarie 2022 avea o populație de 121 de locuitori.